# Portrait de François Ier en saint Jean-Baptiste
Le portrait de François Ier en saint Jean-Baptiste est un tableau attribué à Jean Clouet réalisé entre 1519 et 1520. L’œuvre de 96 × 79 cm, réalisée à la peinture à l'huile sur un panneau en bois de chêne, est exposée au musée du Louvre à Paris.

## Description
Le tableau dépeint le roi de France François Ier, représenté de manière très inhabituelle en saint Jean-Baptiste : vêtu d’une peau de panthère et d’un drap rose, il tient une croix de roseau dans sa main droite, qui enserre également l’agneau couché sur ses genoux. Au-dessus de l’épaule du souverain se tient un perroquet (plus précisément un mâle de perruche à collier), symbole des empereurs et de l’éloquence.
Le roi a une apparence physique assez jeune, correspondant au début de son règne, avec une légère barbe qui est évoquée dans les descriptions de 1519-1520. Dans le coin inférieur gauche se trouve une inscription datant le tableau de 1518, qui se trouvait également sur l'encadrement dans son état de 1813, mais celles-ci sont considérées comme étant des ajouts postérieurs à la réalisation de l’œuvre.

## Historique de la conservation
L’œuvre apparaît pour la première fois dans une vente en 1813 à Londres. Après un passage par la collection H.C. Andrews, elle est une nouvelle fois en vente en 1815, puis en 1830. Après s’être trouvée entre les mains de S.L. Pocock en 1861 et de Gordon Smith en 1896, elle se trouve dans la galerie Dowdeswell en 1906. Le tableau a probablement quitté Londres peu de temps après, car il se trouve chez Georges Hulin de Loo à Gand dès avant 1918. Après la mort de celui-ci, il est acquis en 1947 par Jules Tytgat, dont les héritiers vendent l’œuvre en 1980 aux Wildenstein, qui l’exposent dans leur galerie de New York. Alec et Guy Wildenstein font finalement don de la peinture au musée du Louvre en 2005.

## Attribution
Les premières descriptions du tableau l’attribuent à Léonard de Vinci, interprétation qui persiste pendant tout le XIXe siècle. Lorsque le tableau quitte l’Angleterre au début du XXe siècle, les historiens de l’art qui l’examinent, notamment Spielmann et Hulin de Loo, proposent d’y voir plutôt la main de Jean Clouet au vu des similitudes avec le portrait officiel du roi réalisé par cet artiste vers 1525. Bien que l’attribution à Léonard de Vinci ait survécu dans certains ouvrages jusqu’au milieu du XXe siècle, l’attribution à Jean Clouet s’impose peu à peu.